# Génissac
Génissac est une commune du Sud-Ouest de la France, située dans le département de la Gironde en région Nouvelle-Aquitaine.

## Géographie

### Localisation
La commune de Génissac se situe dans l'Entre-deux-Mers, en rive gauche de la Dordogne, au sud de Libourne.

### Communes limitrophes
Les communes limitrophes sont  Arveyres, Cadarsac, Libourne, Moulon, Nérigean et Tizac-de-Curton.
| Arveyres | Libourne |        |
| Cadarsac | Génissac | Moulon |
| Nérigean |          |        |

### Climat
Pour des articles plus généraux, voir Climat de la Nouvelle-Aquitaine et Climat de la Gironde.
Historiquement, la commune est exposée à un climat océanique aquitain.  
En 2020, Météo-France publie une typologie des climats de la France métropolitaine dans laquelle la commune est exposée à un climat océanique et est dans la région climatique  Aquitaine, Gascogne, caractérisée par une pluviométrie abondante au printemps, modérée en automne, un faible ensoleillement au printemps, un été chaud (19,5 °C), des vents faibles, des brouillards fréquents en automne et en hiver et des orages fréquents en été (15 à 20 jours).
Pour la période 1971-2000, la température annuelle moyenne est de 13,1 °C, avec une amplitude thermique annuelle de 14,7 °C. Le cumul annuel moyen de précipitations est de 842 mm, avec 11,7 jours de précipitations en janvier et 6,2 jours en juillet. Pour la période 1991-2020, la température moyenne annuelle observée sur la station météorologique la plus proche, située sur la commune de Saint-Émilion à 8,87 km à vol d'oiseau, est de 13,9 °C et le cumul annuel moyen de précipitations est de 798,1 mm,. Pour l'avenir, les paramètres climatiques de la commune estimés pour 2050 selon différents scénarios d'émission de gaz à effet de serre sont consultables sur un site dédié publié par Météo-France en novembre 2022.

### Milieux naturels et biodiversité

#### Natura 2000
La Dordogne est un site du réseau Natura 2000 limité aux départements de la Dordogne et de la Gironde, et qui concerne les 104 communes riveraines de la Dordogne, dont Génissac,. Seize espèces animales et une espèce végétale inscrites à l'annexe II de la directive 92/43/CEE de l'Union européenne y ont été répertoriées.

#### ZNIEFF
Génissac fait partie des 102 communes concernées par la zone naturelle d'intérêt écologique, faunistique et floristique (ZNIEFF) de type II « La Dordogne »,, dans laquelle ont été répertoriées huit espèces animales déterminantes et cinquante-sept espèces végétales déterminantes, ainsi que quarante-trois autres espèces animales et trente-neuf autres espèces végétales.

## Urbanisme

### Typologie
Au 1er janvier 2024, Génissac est catégorisée bourg rural, selon la nouvelle grille communale de densité à sept niveaux définie par l'Insee en 2022.
Elle est située hors unité urbaine. Par ailleurs la commune fait partie de l'aire d'attraction de Bordeaux, dont elle est une commune de la couronne,. Cette aire, qui regroupe 275 communes, est catégorisée dans les aires de 700 000 habitants ou plus (hors Paris),.

### Occupation des sols

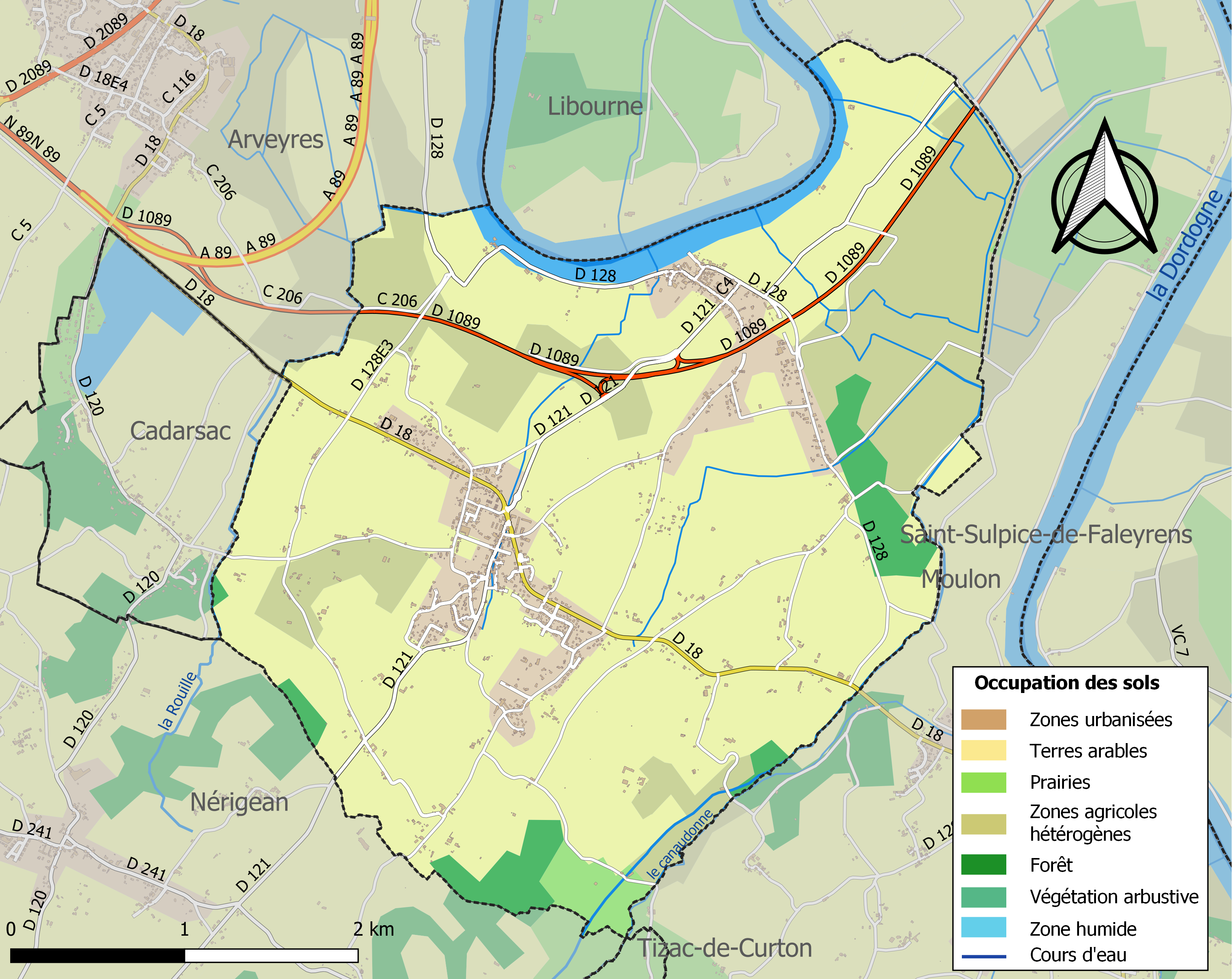
Carte des infrastructures et de l'occupation des sols de la commune en 2018 (CLC).

L'occupation des sols de la commune, telle qu'elle ressort de la base de données européenne d’occupation biophysique des sols Corine Land Cover (CLC), est marquée par l'importance des territoires agricoles (84,6 % en 2018), en diminution par rapport à 1990 (93,7 %). La répartition détaillée en 2018 est la suivante : 
cultures permanentes (63,9 %), zones agricoles hétérogènes (18,9 %), zones urbanisées (9,1 %), forêts (3,9 %), eaux continentales (2,3 %), prairies (1,4 %), terres arables (0,4 %). L'évolution de l’occupation des sols de la commune et de ses infrastructures peut être observée sur les différentes représentations cartographiques du territoire : la carte de Cassini (XVIIIe siècle), la carte d'état-major (1820-1866) et les cartes ou photos aériennes de l'IGN pour la période actuelle (1950 à aujourd'hui).

### Risques majeurs
Le territoire de la commune de Génissac est vulnérable à différents aléas naturels : météorologiques (tempête, orage, neige, grand froid, canicule ou sécheresse), inondations, mouvements de terrains et séisme (sismicité faible). Il est également exposé à un risque technologique, la rupture d'un barrage. Un site publié par le BRGM permet d'évaluer simplement et rapidement les risques d'un bien localisé soit par son adresse soit par le numéro de sa parcelle.

#### Risques naturels
La commune fait partie du territoire à risques importants d'inondation (TRI) de Libourne, regroupant les 20 communes concernées par un risque de submersion marine ou de débordement de la Dordogne, un des 18 TRI qui ont été arrêtés fin 2012 sur le bassin Adour-Garonne. Les événements significatifs aux XIXe et XXe siècles sont les crues de 1843 (6,80 m l'échelle de Libourne), de 1866 (6,40 m) et du 10 février 1944 (6,38 m) et du 27 décembre 1999 (6,36 m). Au XXIe siècle, les événements les plus marquants sont les crues de mars 2010 (5,55 m) et du 31 janvier 2014 (5,97 m). Des cartes des surfaces inondables ont été établies pour trois scénarios : fréquent (crue de temps de retour de 10 ans à 30 ans), moyen (temps de retour de 100 ans à 300 ans) et extrême (temps de retour de l'ordre de 1 000 ans, qui met en défaut tout système de protection). La commune a été reconnue en état de catastrophe naturelle au titre des dommages causés par les inondations et coulées de boue survenues en 1982, 1983, 1984, 1988, 1993, 1999, 2000 et 2009,.
Les mouvements de terrains susceptibles de se produire sur la commune sont des affaissements et effondrements liés aux cavités souterraines (hors mines) et des tassements différentiels. Par ailleurs, afin de mieux appréhender le risque d’affaissement de terrain, l'inventaire national des cavités souterraines permet de localiser celles situées sur la commune.

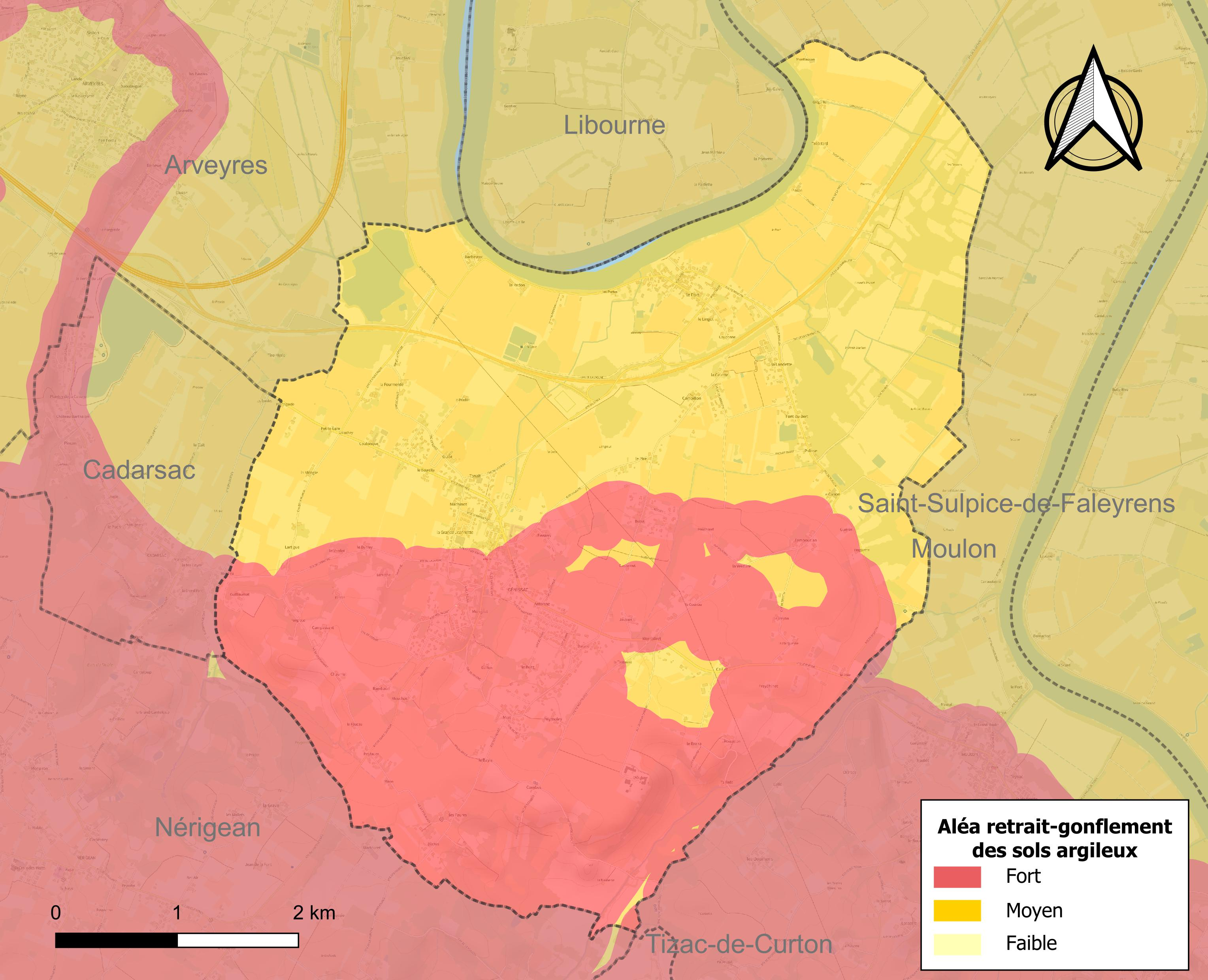
Carte des zones d'aléa retrait-gonflement des sols argileux de Génissac.

Le retrait-gonflement des sols argileux est susceptible d'engendrer des dommages importants aux bâtiments en cas d’alternance de périodes de sécheresse et de pluie. 99,9 % de la superficie communale est en aléa moyen ou fort (67,4 % au niveau départemental et 48,5 % au niveau national). Sur les 761 bâtiments dénombrés sur la commune en 2019,  761 sont en aléa moyen ou fort, soit 100 %, à comparer aux 84 % au niveau départemental et 54 % au niveau national. Une cartographie de l'exposition du territoire national au retrait gonflement des sols argileux est disponible sur le site du BRGM,.
Par ailleurs, afin de mieux appréhender le risque d’affaissement de terrain, l'inventaire national des cavités souterraines permet de localiser celles situées sur la commune.
Concernant les mouvements de terrains, la commune a été reconnue en état de catastrophe naturelle au titre des dommages causés par la sécheresse en 1989 et 2003 et par des mouvements de terrain en 1999.

#### Risques technologiques
La commune est en outre située en aval du  barrage de Bort-les-Orgues, un ouvrage sur la Dordogne de classe A soumis à PPI, disposant d'une retenue de 477 millions de mètres cubes. À ce titre elle est susceptible d’être touchée par l’onde de submersion consécutive à la rupture de cet ouvrage.

## Politique et administration
La commune de Génissac appartient à l'arrondissement de Libourne. À la suite du découpage territorial de 2014 entré en vigueur à l'occasion des élections départementales de 2015, la commune est transférée du canton de Branne supprimé au nouveau canton des Coteaux de Dordogne,. Génissac fait également partie de la communauté d'agglomération du Libournais, membre du Pays du Libournais.
En 2020 Jean-Jacques Tallet est élu nouveau maire avec 52,61% des suffrages face à Jean-Pierre Pallaro. Le taux d’abstention est de 48,48%.[réf. nécessaire]
| Période                                  | Période                      | Identité                 | Étiquette | Qualité                                                                 |
| ---------------------------------------- | ---------------------------- | ------------------------ | --------- | ----------------------------------------------------------------------- |
| Les données manquantes sont à compléter. |                              |                          |           |                                                                         |
| 1854                                     | 1870                         | Jean Henri Plantey       |           | Propriétaire                                                            |
| 1870                                     | 1871                         | Jean Jason Boisset       |           | Médecin                                                                 |
| 1871                                     | 1880                         | Jean Henri Plantey       |           | Propriétaire                                                            |
| Les données manquantes sont à compléter. |                              |                          |           |                                                                         |
| avril 1945                               | mars 1959                    | Jean Durand              | RGR       | Exploitant agricole Sénateur de la Gironde (1948 → 1955)                |
| Les données manquantes sont à compléter. |                              |                          |           |                                                                         |
| mars 2001                                | mars 2014                    | Jacques Roy              | PS        |                                                                         |
| mars 2014                                | mai 2020                     | Gérard Henry             | DVG       | Technicien supérieur territorial Premier adjoint au maire (2001 → 2014) |
| mai 2020                                 | décembre 2021                | Jean-Jacques Tallet      | SE        | Cadre sapeur-pompier retraité                                           |
| décembre 2021                            | février 2022                 | Berty Marie              | SE        | Chef d’entreprise Premier adjoint faisant fonction de maire             |
| février 2022                             | En cours (au 4 février 2022) | Émeline Bourdat-Brisseau |           | Proviseure de lycée Élue à la suite d'une élection municipale partielle |

## Démographie
| 1793  | 1800  | 1806 | 1821  | 1831  | 1836  | 1841  | 1846  | 1851  |
| ----- | ----- | ---- | ----- | ----- | ----- | ----- | ----- | ----- |
| 1 200 | 1 167 | 882  | 1 102 | 1 115 | 1 153 | 1 131 | 1 191 | 1 162 |

| 1856  | 1861  | 1866  | 1872  | 1876  | 1881  | 1886  | 1891  | 1896  |
| ----- | ----- | ----- | ----- | ----- | ----- | ----- | ----- | ----- |
| 1 218 | 1 216 | 1 185 | 1 188 | 1 153 | 1 085 | 1 053 | 1 059 | 1 048 |

| 1901  | 1906  | 1911  | 1921  | 1926  | 1931  | 1936  | 1946  | 1954  |
| ----- | ----- | ----- | ----- | ----- | ----- | ----- | ----- | ----- |
| 1 112 | 1 132 | 1 085 | 1 090 | 1 047 | 1 140 | 1 078 | 1 078 | 1 098 |

| 1962  | 1968  | 1975  | 1982  | 1990  | 1999  | 2004  | 2006  | 2009  |
| ----- | ----- | ----- | ----- | ----- | ----- | ----- | ----- | ----- |
| 1 121 | 1 018 | 1 110 | 1 127 | 1 153 | 1 320 | 1 444 | 1 507 | 1 709 |

| 2014  | 2019  | 2022  | - | - | - | - | - | - |
| ----- | ----- | ----- | - | - | - | - | - | - |
| 1 915 | 1 987 | 2 026 | - | - | - | - | - | - |

## Lieux et monuments

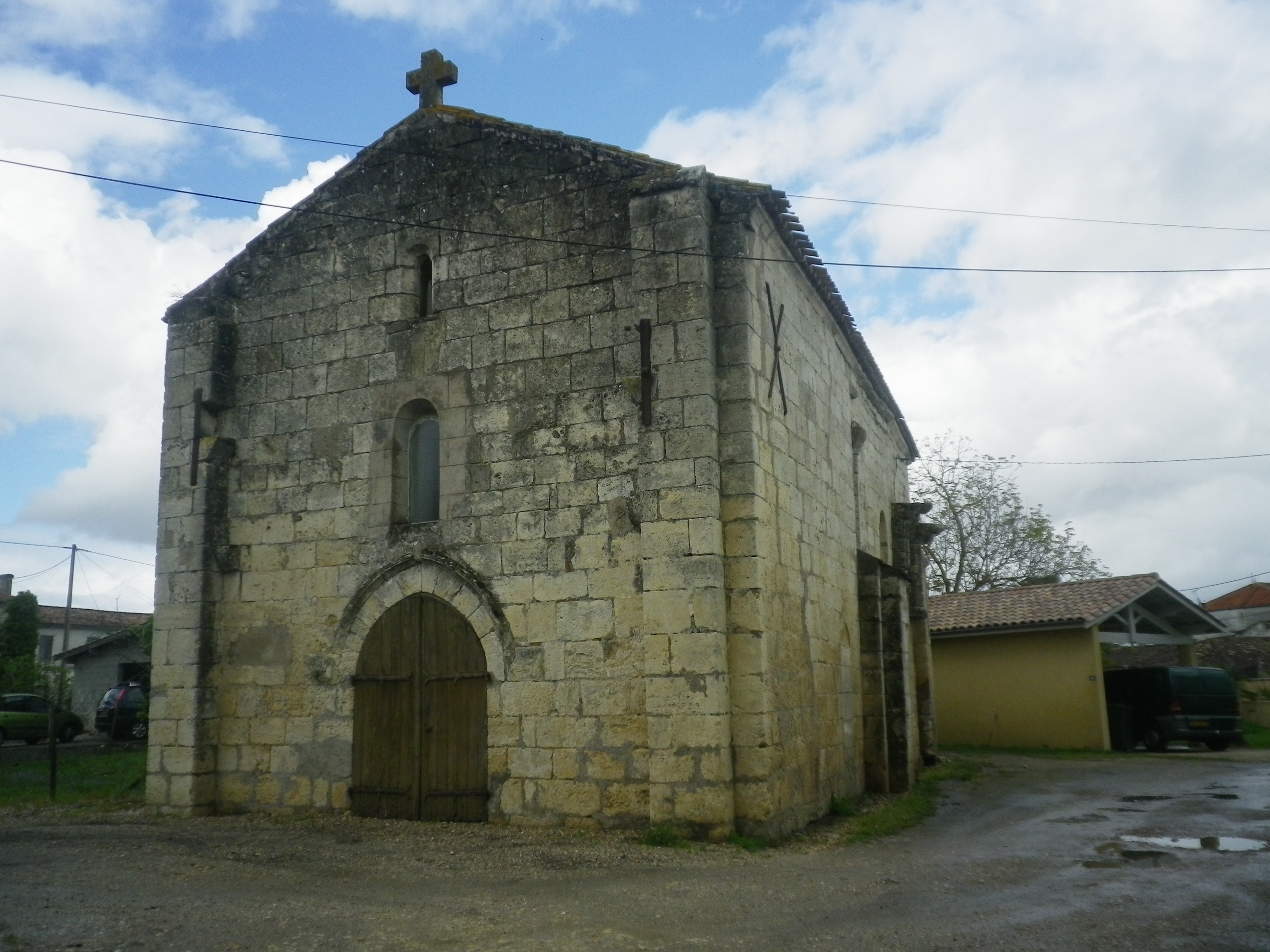
La chapelle Saint-Nicolas.

- La chapelle Saint-Nicolas, autrefois église prieurale, du XIIe siècle, au port de Génissac.
- L'église Saint-Martin de Génissac recèle un retable entouré de statuettes en albâtre, rares. Il représente la résurrection du Christ et date du XIVe-XVe siècles. D'origine anglaise, il serait le fruit des échanges de vin entre la Gascogne et la Grande-Bretagne. Cela explique le nom donné à un vin de la coopérative de Génissac.
- Le château de Génissac et sa chapelle castrale.
- Commanderie d'Arveyres.

## Personnalités liées à la commune
- Pierre Ichon (1757-1837) : prêtre de l'Oratoire, député du Gers à l'Assemblée législative et à la Convention, né et mort à Génissac.